# Sten Malmström
Sten Erik Malmström, född 30 oktober 1917 i Högsjö socken, död 11 oktober 1979 i Stockholm, var en svensk nordist.
Sten Malmström var son till direktören Sven Johan Malmström. Efter studentexamen vid Östermalms högre allmänna läroverk 1937 blev han student vid Stockholms högskola där han läste litteraturhistoria, nordiska språk, tyska samt pedagogik och avlade filosofisk ämbetsexamen 1943. Malmström arbetade därefter som timlärare vid Beskowska skolan 1944–1948 och var ämneslärare där 1948–1949. Åren 1950–1953 var han lektor i svenska vid universitetet i Oslo varpå han återkom till Beskowska skolan som timlärare 1953–1957. Malmström blev 1954 filosofie licentiat vid Stockholms högskola och var lärare i nordiska språk vid universitetet 1954–1961. År 1961 blev han filosofie doktor med en avhandling om Erik Johan Stagnelius och samma år docent i nordiska språk med inriktning mot litterär stilistik. Malmström var 1961 extra universitetslektor i nordiska språk, extraordinarie docent 1962–1964 och 1963 tillförordnad professor vid Stockholms högskola. Han innehade 1964-1973 Svenska Akademiens forskartjänst i stilistik, språk- och litteraturvetenskap och var 1970–1973 tillförordnad professor i nordiska språk vid Stockholms universitet. Malmström var 1971–1974 ledamot av 1971 års bibelkommission för Gamla Testamentet, innehavare av en forskartjänst i stilistik vid Statens humanistiska forskningsråd 1972–1973, professor i svenska språket vid Stockholms universitet från 1973 och ledamot av bibelkommissionens översättningsenhet för Gamla Testamentet från 1975.